# Трилогия «Номы»
Трилогия «Номы» (англ. The Nome Trilogy), также известная в Великобритании и в США, как «Бромелиевая трилогия» (англ. The Bromeliad Trilogy) — научно-фантастическая серия английского писателя Терри Пратчетта, состоящая из трёх книг: «Угонщики» (1989), «Землекопы» (1990), «Крылья» (1990). В ней повествуется о Номах — расе крошечных существ с другой планеты, похожих на людей, но ростом не выше 4 дюймов (приблизительно 10 см). В настоящее время они обитают на Земле, скрываясь от людей и прочих опасностей. Долгое время они борются за выживание, пока однажды не узнают тайну своего происхождения от артефакта, названного ими «Талисман», и с его помощью планируют вернуться домой.
«Землекопы» и «Крылья» являются продолжением «Угонщиков». При этом события каждого сиквела развиваются параллельно, следуя за определёнными героями. Так, в «Угонщиках» и «Крыльях» центральным персонажем считается Масклин, а в «Землекопах» — Гримма.

## Тематика
Основная тема трилогии — столкновение традиционных устоев в разных сферах жизни общества с неминуемыми переменами. В каждой из трёх книг читатель наблюдает реакцию социума на революционные события, затрагивающие политику, религию, общепринятую историю и даже семейные ценности общества.

## Сюжет

### Угонщики (1989)
События разворачиваются в XX веке. Небольшая группа номов — крошечных существ примерно 10 см ростом, состоящая из 8 стариков и 2 молодых номов, — забирается в грузовик и отправляется на поиски нового места обитания. Раньше номов было много. Они ютились в укромных уголках полей и ручьёв, но позже провели автостраду, ручей убрали в трубы под землю, живые изгороди выкорчевали, и укромных уголков не осталось. Самые отважные предприняли попытку пересечь автостраду, однако о дальнейшей их судьбе ничего неизвестно. Масклин, единственный оставшийся в племени ном, способный охотиться, придумывает план, как им спастись от голода и вымирания. Из-за того, что добывать пропитание становится все труднее, он предлагает покинуть нору. Впрочем, эту идею не поддерживает ни один старейшина, пока однажды не произошли несколько ключевых событий: потух всегда поддерживаемый у входа в нору костёр, и на номов нападает лиса, которая съедает мистера Мерта и миссис Куум. Теперь уже все Старейшины, во главе с матушкой Морки и папашей Торритом (предводителями племени), соглашаются уехать и берут с собой Талисман — маленький чёрный куб, являющийся символом власти в племени.
Грузовик привозит номов в грузовой отсек «Универсального магазина братьев Арнольд Лимитед», где они встречают Ангало де Галантерейю, местного нома. Он представляет прибывших из «Снаружного мира» своему отцу — герцогу Кидо де Галантерейя, главе клана Галантерейя. Однако тот не разделяет веры сына в существование «Снаружного мира» и выгоняет чужаков. Дело в том, что обитатели Универсального магазина полагают, что в «Снаружи» можно попасть только после смерти, если вести праведную жизнь. Появление чужаков противоречит их религиозным убеждениям и, в первую очередь, словам Арнольда Лимитеда (осн. 1905), что «Все [(ссобрано)] Под Одной Крышей»!
Выгнанные герцогом де Галантерейей путешественники направляются по коридорам к отделу Слесарных Инструментов и Электротоваров, чтобы найти приют у другого клана. Попав в зону действия электричества, оживает Талисман. Оказывается, что странный чёрный куб — это навигационный компьютер Галактического исследовательского звездолёта «Лебедь». 15 тысяч лет назад судно потерпело кораблекрушение, и экипаж номов был вынужден совершить экстренную посадку на Землю. Корабль до сих пор парит в космическом пространстве в ожидании номов, а роботы поддерживают судно в рабочем состоянии. Талисман велит задать ему вводные данные и, ещё не разобравшийся во всех тонкостях Масклин, просит его в безопасности доставить Номов домой. Позднее, эта фраза стала самой знаменитой в истории номов.
В отделе Слесарных инструментов и Электротоваров номы знакомятся с Доркасом Дель Икатесом — местным учёным, разбирающемся в электричестве. Пока тот расспрашивает вновь прибывших о «Снаружном мире» и рассказывает им об устройстве Универсального Магазина, Талисман улавливает радиосигналы, в которых сообщается, что Универсальный магазин будет снесён через 21 день. Масклин пытается убедить всех обитателей Магазина эвакуироваться. Однако, Номы не сразу решаются покинуть свой дом. Сначала Талисман убеждает Аббата — старейшего нома в магазине, а затем Масклин, Гримма и помощник Аббата Гердер отправляются в Бухгалтерию и находят записи Арнольда Лимитеда о закрытии Универсального магазина.
Аббат умирает, его преемником становится Гердер, и теперь он, Масклин и Гримма, под руководством Талисмана организуют эвакуацию всех жителей магазина. Прежде всего они учат всех желающий номов читать, чтобы находить информацию, отправляют Ангало в грузовике на разведку в «Снаружный мир», учат правила дорожного движения и придумывают способ управлять грузовиком с помощью верёвок и деревянных рычагов. В определённый момент все номы спускаются на погрузочную площадку и угоняют грузовик с продовольствием. Вскоре они прибывают на заброшенную каменоломню и начинают новую жизнь. В окрестностях каменоломни расположен аэропорт, где и летают самолёты, о которых Масклин старается узнать как можно больше, там он организует разведывательные вылазки и планирует следующий шаг на их пути домой…

### Землекопы (1990)
В каменоломне, где поселились номы, с тех пор как они спаслись из готового к сносу «Универсального магазина братьев Арнольд Лимитед», дела идут хорошо. Масклин пытается разобраться со своими чувствами к Гримме. Когда он неуклюже предлагает им поселиться вместе, Гримма, вместо того, чтобы согласиться, пытается объяснить ему, что она не хочет быть ограничена традиционными отношениями, используя аналогию с южноамериканскими лягушками, которые проводят всю свою жизнь в лужицах воды в бромелиаде — цветке, растущем на ветвях высоких деревьев в Южной Америке, — не зная ничего о земле внизу. Масклин не понимает её суждений, и они ссорятся.
Затем, Масклин, Аббат Гердер и Ангало Де Галантерейя берут с собой Талисман и отправляются исследовать близлежащий аэропорт, но не возвращаются обратно. Гримма остаётся одна и ей необходимо справиться с нависшей над племенем угрозой — люди возвращаются чтобы открыть заброшенную каменоломню, а личный помощник Гердера, Нисодемус, поднимает восстание. Он переманивает на свою сторону всех номов, которые утратили власть после Большой Гонки (побега из магазина) и предлагает устроить Новый Магазин, то есть жить порядками магазина: поделиться на отделы, вспомнить о знатных фамилиях и, самое главное, нарисовать Таблички, чтобы Арнольд Лимитед (осн.1905) защитил их от людей. Гримма протестовала, но номы всё равно принялись рисовать Таблички (Карго-культ). Предполагалось, что они остановят человека, приезжающего к каменоломне, однако тот просто сорвал их.
Нисодемус пытается доказать силу своей веры и встаёт под колёса машины уверенный, что Арнольд Лимитед спасёт его и покарает человека, однако его усилия не приносят результата и он погибает. Грима, Доркас и другие номы решают дать людям отпор: они запирают ворота, кладут гвозди под колёса грузовика, сливают бензин и вытаскивают аккумулятор, а затем даже связывают охранника и воруют его еду. Затем, благодаря землеройной машине «Джекуб», которую Доркас обнаружил в старом сарае и починил, они спасаются от людей (номов преследует несколько полицейских машин). В конце концов их спасает Масклин, появившейся на звездолёте «Лебедь». Вдобавок, он дарит Гримме привезённую из Южной Америки бромелию, в знак того, что он наконец-то понимает её, и все вместе они отправляются на свою Землю — домой.

### Крылья (1990)
Эта история является продолжением «Угонщиков», но происходит параллельно с действиями, разворачивающимися в «Землекопах».
Масклин, Ангало и Гердер покидают каменоломню, прибывают в аэропорт и ищут самолёт, на котором летит во Флориду внук одного из братьев Арнольд, основавших Универсальный магазин («Тридцатидевятилетний Внук Ричард», как сказано в газете, найденной номами ранее). Во Флориде планируется запуск нового спутника связи, на который собирается пробраться Масклин, чтобы Талисман сумел связаться со звездолётом «Лебедь» — судном, которое уже несколько тысяч лет находится на Луне, — и дать ему команду прилететь на Землю.
Талисман подключается к компьютерам в аэропорту и узнаёт, что Тридцатидевятилетний Внук Ричард садится на рейс 205 в Майами, Флорида. Номы пробираются на Конкорд и Гердер приходит в шок от того, что внутри самолёт похож на Универсальный магазин, только в нём меньше места, где номы могут спрятаться. Постепенно номы осваиваются на борту самолёта, находят еду, а затем у Масклина возникает идея спрятаться в ручной клади Тридцатидевятилетнего Внука Ричарда.
Прибыв во Флориду, номы приезжают в багаже Внука Ричарда в отель и, пока тот принимает душ, подкрепляются едой из номера. Неожиданно выйдя из душа, Ричард видит Масклина, но номам все же удаётся сбежать. Они попадают в Национальный парк Эверглейдс и встречают там ещё одну группу номов, которую возглавляет женщина-ном по имени Шраб (или Маленькое деревце). Изначально они не понимают друг друга, однако Талисман берёт на себя функцию переводчика. Оказывается, флоридские номы говорят на подлинном языке номов, прибывших на Землю тысячи лет назад. Также, как номы из Универсального магазина верят в Арнольда Лимитеда, флоридское племя верит в Создательницу облаков (ракету НАСА, пролетающую у них над головами).
Флоридские номы приручили диких гусей, они и летают на них и поддерживают связь с тысячей других племён номов, живущих по всему миру. Полетев на гусях, Масклин, Ангало, Гердер и Пион, старший сын Шраб, добираются до пусковой площадки космодрома и подносят Талисман как можно ближе к шаттлу, чтобы тот смог передать информацию на спутник, расположенный на борту. Номы успевают спастись за несколько мгновений до того, как ракета стартует, и их сносит звуковой волной.
Израсходовав весь запас энергии Талисман выключается. Масклин осознаёт, что без Талисмана, пилотирующего корабль, тот может рухнуть, поэтому он показывается на глаза людям, позволяет себя поймать и привезти в здание с источниками питания. Талисман заряжается и сообщает Масклину, что корабль прибудет в ближайшее время. Во время побега они сталкиваются с Арнольдом и Масклин использует Талисман, чтобы попросить его о помощи (для номов речь людей слишком медленная и низкочастотная, а для людей наоборот. Талисман может воспринимать и ту, и другую). Ричард рассказывает Масклину, что его родной и двоюродный дедушки догадались о существовании номов в магазине, потому что слышали странный шум по ночам, и помогает ему скрыться. На борту корабля он вновь встречает Ангало, Гердера и Пион. Они возвращаются в каменоломню, чтобы забрать на борт корабля оставшихся номов, но, перед этим, совершают небольшой вояж по Южной Америке в поисках бромелии с лягушатами.
Найдя нужный цветок, номы осознают, что они не знают куда лететь. Случайно, они видят Конкорд, летящий на восток, и Масклин догадывается, что он возможно возвращается в Англию. Они следуют за самолётом и пребывают в каменоломню как раз вовремя, чтобы спасти спасающихся бегством номов на Джекубе от людей в полицейских машинах (как рассказано в «Землекопах»). Масклин дарит Гримме бромелию, и они мирятся. Все номы с каменоломни забираются на борт «Лебедя», кроме Гердера, принявшего решение остаться на Земле и рассказать всем номам о существовании Звездолёта, о том, что их предки на самом деле с другой планеты и т. д. Масклин обещает однажды вернуться за всеми оставшимися на Земле номами.

## Главные герои
- Масклин — молодой ном, смелый и предприимчивый. Изначально живёт в норе, затем убеждает всех уехать искать новый безопасный для номов дом.
- Талисман — маленький мыслящий компьютер. Часть Галактического исследовательского звездолёта «Лебедь», на котором номы прибыли на Землю 15 тысяч лет назад.
- Торрит — предводитель племени номов, живущих на обочине автострады. Прежде чем перейти к Масклину, Талисман принадлежал ему. Умирает в начале романа «Землекопы». Обычно, все зовут его «папаша Торрит».
- Гримма — подруга, а затем возлюбленная Масклина, умная, в дальнейшем начитанная, феминистских взглядов.
- Гердер — монах в «Универсальном магазине братьев Арнольд Лимитед». Позже становится аббатом.
- Ангало де Галантерейя — ном из Универсального магазина, обожающий легенды о «Снаружном мире». Первый, кто приветствует чужаков по их прибытии в магазин.
- Доркас дель Икатес — учёный в отделе Слесарных инструментов и Электричества. Интересуется наукой и особенно электричеством.
- Морки — Старейшина из племени пришедших «Снаружи» номов, жена Торрита и целительница. Обычно, все зовут её «матушка Морки».
- Арнольд Лимитед (осн. 1905) — основатель (на самом деле это два брата) Универсального магазина. Является богом для жителей Магазина.

### Появляются только в «Угонщиках»
- Аббат — глава Канцелярских принадлежностей и духовный лидер всех отделов Универсального магазина. Умирает от старости в «Угонщиках». Следующим аббатом становится Гердер.
- Герцог Кидо де Галантерейя — отец Ангало. Лидер отдела Галантерейя.
- Благоприятная Конъюнктура — доброжелательный дух Универсального магазина, в который верили и иногда ей молились. В одной сцене Гердер решает, что она приходит к ним на помощь в образе уборщицы с пылесосом.
- Уценка — для номов из Магазина кто-то вроде Страшилы (бугимена). На самом деле охранник магазина.

### Появляются только в «Землекопах»
- Сакко и Нути — ученики Доркаса, проворные и смышлёные.
- Нисодемус — личный помощник Гердера в каменоломне. Религиозный фанатик, попытавшийся устроить бунт и захватить власть. Погибает встав под колёса автомобиля.

### Появляются только в «Крыльях»
- Племя флоридских номов — живут в Национальном парке Эверглейдс, летают на диких гусях и говорят на древнем языке номов.
- Шраб — предводительница флоридских номов.
- Хохолок — жрец Сотворительницы Облаков.
- Сотворительница Облаков (на самом деле ракета НАСА) — божество флоридского племени номов.
- Пион — старший сын Шраб, помогающий Масклину, Гердеру и Ангало во Флориде.
- Ричард Арнольд — «Тридцатидевятилетний Внук Ричард», как написано в газете, которую номы случайно прочли в начале повествования «Землекопов». Внук одного из основателей Универсального магазина, который в решающий момент помогает Масклину выбраться из передряги. Его реальный прототип Ричард Брэнсон.
- Бромелиевые лягушки — лягушата, обитающие в цветке Бромелия. Эпизоды с их участием перемежают события, происходящие с главными героями «Крыльев», а также в «Землекопах» Гримме снится «вещий сон» о том, как Масклин находит бромелию.

## Издания на русском языке
На русском языке трилогия «Номы» издана в трёх разных изданиях:
В 1996 году издательством «Центрполиграф» в твёрдом переплёте с иллюстрациями А. Державина. Перевод на русский: «Угонщики» — А. Нестеров, «Землекопы» — Т. Редько-Добровольская, «Крылья» — А. Ибрагимов.
В 2005 году издательствами «Эксмо» и «Домино» в твёрдом переплёте, иллюстрации на обложке Д. Кирби. Перевод на русский «Угонщики» — А. Нестеров, «Землекопы» — Т. Редько-Добровольская, «Крылья» — А. Ибрагимов.
В 2008 году издательством «Эксмо» в твёрдом переплёте, иллюстрация на обложке А. Дубовика. Перевод на русский «Угонщики» — А. Нестеров, «Землекопы» — Т. Редько-Добровольская, «Крылья» — А. Ибрагимов.

## Продолжение
В конце романа «Крылья» подразумевается, что герои, после того как найдут планету своих предков, вернутся на Землю за оставшимися номами. В одном интервью Терри Пратчетт говорил, что он не будет писать продолжение о родной планете Номов, но, возможно, напишет об их возвращении. Книга так и не была написана.

## Экранизации

### Телесериал
В 1992 году вышел анимационный телефильм «Угонщики» (Truckers) режиссёров Джеки Кокла, Криса Тэйлора и Фрэнсиса Воуза, снятый в традициях кукольной мультипликации по сценарию Терри Пратчетта и Брайана Трумена английской киностудией Cosgrove Hall для Channel 4.

### Фильм
В 2001 кинокомпания DreamWorks приобрела права на трилогию «Номы» и объявила о планах объединить все три книги в один фильм, режиссёром которого станет Эндрю Адамсон.
В конце 2008 года к работе над «Угонщиками» присоединился Дэнни Бойл, однако проект развалился по причине экономического кризиса.
На следующий год на работу над проектом кинокомпания наняла оскароносного сценариста Саймона Бофойя.
В 2010 году было запланировано продолжить работу над картиной. На этот раз сценаристом выступил Джон Орлофф, а режиссёром стал Ананд Такер.